# Adoberia Sabater
L'Adoberia Sabater és un edifici del municipi d'Igualada (Anoia) protegit com a bé cultural d'interès local. Aquest edifici fou la primera gran indústria adobera que es feu a Igualada.

## Descripció
L'edifici té dues parts: una la més elevada col·locada en l'angle dels dos carrers, continuat per la baixada Sant Nicolau; té planta i dos pisos i acaba amb terrat; l'altre col·locada al carrer, té planta i un pis i correspon a la part de la construcció que s'ha anat eixamplant sucessivament. El conjunt presenta en general una forma acastellada i sobretot un sentit ascendent donat pels eixos d'obertures. La importància d'aquesta construcció és deguda a la utilització del totxo com a únic element constructiu i la vegada decoratiu. Les obertures, angles, merlets, arc o dintells són sempre construïts amb totxo, aprofitant totes les seves possibilitats expressives que ens recorden el "neomudéjar". Es pot dir que l'autor coneixia perfectament la fàbrica "Casarramona" de Puig i Cadafalch projectada uns anys abans.

## Història
Les formes emprades, el sentit ascendent unit al lloc d'ubicació, donen a l'edifici una sumptuositat i monumentalitat buscada i forçada que va tenir el seu ressò en l'àmbit popular anomenant-lo " la catedral dels blanquers".